# Arwald
Arwald (fallecido en 686) fue el último rey Juto de la Isla de Wight y último rey pagano en Inglaterra anglosajona hasta la llegada de los Vikingos en el siglo IX. Su nombre pudo haber sido "Arwald"  o "Atwald" - la caligrafía de Bede es a menudo difícil de leer.
Casi todo lo que sabemos sobre él proviene de la Historia ecclesiastica gentis Anglorum de Bede, que describe la invasión de la Isla de Wight por Caedwalla, rey de Wessex, que masacró despiadadamente a todos los habitantes de la isla para reemplazarlos por sus seguidores.  Caedwalla había jurado también entregar un cuarto de la isla a San Wilfrid y su Iglesia. 
Arwald murió durante la batalla, pero sus dos hermanos más jóvenes huyeron al Bosque de Great Ytene (New Forest). Fueron traicionados y llevados a un lugar donde Caedwalla "estaba lamiéndose sus heridas" en Stoneham, cerca de Southampton. Se dice que se convirtieron al cristianismo poco antes de ser ejecutados gracias a la intervención de Cynibert de Hreutford, siendo descritos por Bede como "las primeras frutas" de la masacre por su conversión.
Fueron canonizados, aunque desconocemos sus nombres, pero fueron llamados colectivamente "St. Arwald"- en memoria de su hermano.
Una hermana innominada de Arwald sobrevivió, como esposa del rey de Kent. Es antepasada directa de Alfredo el Grande.
El día de St. Arwald es el 22 abril .